# Kazumi Totaka
Kazumi Totaka (戸高 一生, Totaka Kazumi) (Tokio, 23 augustus 1967) is een Japans componist. Hij schreef muziek voor diverse Nintendospellen, zoals de Yoshi-games en Mario Paint.

## K.K. Slider
K.K. Slider in de Animal Crossing-serie heet eigenlijk Totakeke. Dat is Totaka's naam verkort in het Japans. Veel mensen denken dat K.K. Slider een dieren-versie van Totaka is. Zijn naam komt waarschijnlijk van de manier hoe je Totaka's naam in het Japans uitspreekt, dus achternaam eerst, dan krijg je Totaka Kazumi.

## Totaka's Song
In veel spellen waar Totaka voor de muziek heeft gezorgd, zit een klein herhalend melodietje. Het is gevonden in bijna elke game waar Totaka aan heeft gewerkt. Deze games zijn bijvoorbeeld:  Animal Crossing, Animal Crossing: Wild World, Link's Awakening en Yoshi Touch & Go.
Games waaraan Totaka heeft gewerkt, maar het melodietje niet is gevonden zijn bijvoorbeeld deze: Wii Sports, Wii Play, Wario Land: Super Mario Land 3 en Wave Race 64.

### Verschijningen
Mario Paint
Het melodietje zal spelen als je de letter 'O' aanklikt in het titelscherm.
Animal Crossing-serie
Dien 'K.K.'s Song' als verzoek in, in Animal Crossing en Animal Crossing: Wild World, tussen 20:00 en 0:00 op een zaterdag.
Link's Awakening
Om het liedje te horen, moet de speler naar Richard's Villa (het huis met de kikkers) gaan, en daar 2:30 minuut wachten. In Link's Awakening DX is het liedje op precies dezelfde plek te horen.
Super Mario Land 2
Wacht 2:30 minuut op het Game-Over scherm.
Virtual Boy Wario Land
Versla de eindbaas en wacht tot de credits voorbij zijn. Dan moet je een tijdje wachten op het "END"-scherm.
Yoshi's Story
Ga naar de Trial-Modus en wacht op het Level-Selectie-scherm.
Pikmin 2
Ga naar een grot die nog niet af is gemaakt en wacht even bij het "Treasures Salvaged"-scherm.
Luigis Mansion
Ga naar het controller-configuratie-scherm in de "Training Room" en wacht 3:30 minuut.
Yoshi's Touch and Go
Hier is het liedje te vinden in een level waarin de wind de wolken wegblaast die de speler tekent. Daarna moet in de wind (dus in de lucht) het spel op pauze gezet worden, en daarna een tijdje gewacht worden.